# Franz Merk

Franz Merk

Franz Merk (* 26. Dezember 1894 in Grafenhausen; † 9. April 1945 in Donaueschingen) war ein deutscher Politiker (NSDAP).

## Leben und Wirken
Nach dem Besuch der Volksschule und der Fortbildungsschule in Grafenhausen nahm Franz Merk ab 1914 mit dem Infanterieregiment 114 am Ersten Weltkrieg teil. Im Laufe des Krieges kam er zum Einsatz an der West-, der Ost- und der Balkanfront. Außerdem wurde er der Kraftfahr- und der Fliegertruppe zugeteilt.
Von Beruf war Merk Land- und Gastwirt. Ab 1919 betätigte Merk sich rednerisch und schriftstellerisch in bäuerlichen und nationalen Organisationen. Seine Tätigkeit war dabei insbesondere gegen die katholische Zentrumspartei gerichtet. In den Jahren 1922 bis 1923 war er Schriftleiter der Schwarzwälder Zeitung (Landbundblatt) in Bonndorf und Mitarbeiter verschiedener Tageszeitungen.
Von 1922 bis 1926 war er Kreisrat in Waldshut und Freiburg, dann von 1926 bis 1930 Bezirksrat in Neustadt sowie seit 1926 Gemeinderat in Grafenhausen.
Zum 1. Dezember 1928 trat Merk in die NSDAP ein (Mitgliedsnummer 107.245), in der er Aufgaben als Kreisleiter und Redner übernahm. 1929 wurde er Mitglied der NS-Fraktion im Landtag der Republik Baden. Öffentlich tat er sich insbesondere durch seine Forderung hervor, der Nationalsozialismus sollte kirchenpolitisch dem Vorbild der bolschewistischen Sowjetunion nacheifern und die Führer der katholischen Kirche beseitigen.
Nach 1933 bekleidete Merk unter anderem das Amt eines Landesobmanns im Reichsnährbund sowie, seit 1934, das eines Hauptstellenleiters beim Amt für Agrarpolitik im Gau Baden. Von November 1933 bis zum Ende 1945 saß er zudem als Abgeordneter für den Wahlkreis 32 (Baden) im nationalsozialistischen Reichstag. Merk bekleidete in der SS den Rang eines SS-Obersturmführers.